# 中村龍平
中村 龍平（なかむら りゅうへい、1916年〈大正5年〉5月20日 - 2008年〈平成20年〉3月29日）は、日本の陸軍軍人及び陸上自衛官。陸軍士官学校卒業（第49期）、陸軍大学校卒業（第56期）。第10代陸上幕僚長、第7代統合幕僚会議議長。

## 略歴
滋賀県出身。農業組合長・中村忠治郎の長男として生まれる。水口中学校（現：滋賀県立水口高等学校）を卒業し、陸士予科を経て陸士本科へ進んだ。1937年（昭和12年）陸士本科（第49期）卒業。1942年（昭和17年）陸大卒業（恩賜組）。関東軍参謀、大本営陸軍部参謀等を務め、陸軍少佐で終戦を迎える。その後、公職追放となる。
1952年（昭和27年）7月、警察予備隊に入隊。第11師団長、東部方面総監等の要職を歴任し、1971年（昭和46年）7月1日、第10代陸上幕僚長に就任。就任直後の同年7月30日に全日空機雫石衝突事故が発生した。これにより同時期に航空幕僚長に就任した上田泰弘と防衛庁長官の增原惠吉が引責辞任した。陸上自衛隊は空自と一体となって遺族業務を実施し、中村はその指揮をとった。また沖縄返還に伴う新たな部隊（第1混成団）配備と施設管理を処理した。

## 年譜
- 1937年（昭和12年）
  - 6月：陸士本科（第49期）卒。
  - 8月：陸軍歩兵少尉に任官、歩兵第9連隊附、南京攻略戦に参加
- 1938年（昭和13年）3月：陸軍歩兵中尉に進級
- 1939年（昭和14年）8月：歩兵第9連隊中隊長
- 1940年（昭和15年）12月：陸軍大学校入校（第56期・同期に益田兼利）
- 1941年（昭和16年）3月：陸軍大尉に進級
- 1942年（昭和17年）11月：陸軍大学校卒業、恩賜組
- 1943年（昭和18年）
  - 1月：千葉陸軍戦車学校教官
  - 3月：第25師団参謀
  - 10月：関東軍参謀
  - 12月：陸軍少佐に進級
- 1944年（昭和19年）12月：大本営陸軍部参謀（作戦課）
- 1945年（昭和20年）12月：予備役に編入
- 1947年（昭和22年）11月28日：公職追放仮指定[2]
- 1952年（昭和27年）7月28日：警察予備隊入隊、3等警察正（陸軍少佐に相当）
- 1953年（昭和28年）8月：2等保安正
- 1955年（昭和30年）3月：米陸軍歩兵学校卒業
- 1958年（昭和33年）8月：1等陸佐に昇任
- 1961年（昭和36年）8月1日：第3普通科連隊長 兼 名寄駐とん地司令
- 1963年（昭和38年）8月1日：東部方面総監部幕僚副長
- 1965年（昭和40年）1月1日：陸将補に昇任
- 1966年（昭和41年）3月16日：統合幕僚会議事務局第2幕僚室長
- 1969年（昭和44年）3月17日：陸将に昇任、第11師団長に就任
- 1970年（昭和45年）12月22日：東部方面総監に就任
- 1971年（昭和46年）7月1日：第10代 陸上幕僚長に就任
- 1973年（昭和48年）2月1日：第7代 統合幕僚会議議長に就任
- 1974年（昭和49年）7月1日：退官
- 1986年（昭和61年）11月3日：勲二等瑞宝章受章[3]
- 2008年（平成20年）3月29日：死去。91歳没[4]。従六位から正四位に昇叙せられた[5]。

## 栄典
- 勲二等瑞宝章 - 1986年（昭和61年）11月3日